# Baouliwol
Baouliwol est un quartier de la ville de Maroua, région de l'Extrême-Nord Cameroun. 
Il est situé dans l'arrondissement de  Maroua I, qui a pour Chef-lieu Domayo, une subdivision de la communauté urbaine de Maroua.

## Historique
Baouliwol est un quartier créé par le Décret N° 2007/115 du 23 avril 2007 portant création de nouveaux arrondissements au
sein de certains départements au Cameroun.

## Géographie
Baouliwol est situé en face de Koutbao, qui est un autre quartier de la commune de Maroua II.

## Population
Le quartier Baouliwol est peuplé de colonies Mofu et Guiziga.

## Infrastructures
Le pont Mizao relie le quartier Baouliwol et Koutbao d’une travée de longueur de tablier de 63,20 mètres linéaires et de 11,96 m de largeur.